# Hvězdoňovice
Hvězdoňovice é uma comuna checa localizada na região de Vysočina, distrito de Třebíč.